# Partit del Nou Poder
El Partit del Nou Poder (en xinès: 時代力量) és un partit polític liberal i progressista de la República de la Xina. El partit va ser fundat el 2015. La dirigent actual és Kao Yu-ting.